# Гречуха Михайло Сергійович
Гречу́ха Миха́йло Сергі́йович (6 (19) вересня 1902 , Мошни, Черкаський повіт, Київська губернія, Російська імперія  — 15 травня 1976 , Київ ) — український радянський партійний і державний діяч, керівник Верховної Ради УРСР. Член Політбюро ЦК КПУ (липень 1939 — травень 1961). Член ЦК КПУ (1938–1961). Кандидат у члени ЦК КПРС (1956–1961).  Депутат Верховної Ради УРСР 1–5-го скликань. Депутат Верховної Ради СРСР 1–5-го скликань.

## Біографія
Народився  6 (19) вересня 1902 року в селі Мошнах, тепер Черкаського району Черкаської області) у родині селянина-бідняка. Навчався в сільській школі, працював у поміщицькій економії. З вересня 1916 року — чорнороб Черкаського цукрового заводу Київської губернії, у квітні 1917 — лютому 1922 року — робітник-будівельник, каменяр Маловисківського цукрового заводу Єлисаветградського повіту.
У комсомолі — з 1922 року, секретар комсомольської ланки в Мошнах. Один із активних учасників створення комітетів незаможних селян в українських селах. У березні 1922 — лютому 1925 року — політичний інспектор Мошенського (Мошнівського) райвиконкому, голова Мошенського районного комітету незаможних селян. У лютому 1925 — березні 1927 року — голова Мошенської районної ради професійних спілок Черкаського округу.
Член ВКП(б) з липня 1926 року.
У березні 1927 — вересні 1929 року — секретар Мошенського районного виконавчого комітету Шевченківського округу. У вересні 1929 — серпні 1930 року — інструктор, завідувач Організаційно-інструкторського відділу Шевченківського окружного виконавчого комітету в місті Черкасах.
У серпні 1930 — лютому 1931 року — голова Стеблівського районного виконавчого комітету Шевченківського округу.
З лютого 1931 року працював начальником планового сектору «Укршляхбудтресту» в Харкові. У лютому 1932 — вересні 1936 навчався в Харківському автодорожньому інституті. У вересні 1936 — січні 1938 року працював інженером-механіком в Управлінні Південної залізниці. У січні — травні 1938 році — виконувач обов'язків секретаря виконавчого комітету Харківської обласної ради депутатів трудящих.
У травні — грудні 1938 року — 2-й секретар Житомирського обласного комітету КП(б)У, у грудні 1938 — липні 1939 року — 1-й секретар Житомирського обласного комітету КП(б)У, член ЦК КП(б)У.
Від 28 липня 1939 року до 15 січня 1954 року — голова Президії Верховної Ради УРСР. Від липня 1939 року до травня 1961 року — член Політбюро (від 1953 року — Президії) ЦК КП(б)У. Під час німецько-радянської війни був головою Республіканського комітету допомоги пораненим і хворим воїнам. У 1950 році пропонував Сталіну перейменувати Херсон в Сталінодніпровськ.
15 січня 1954 — 17 квітня 1959 року — 1-й заступник, 17 квітня 1959 – 10 березня 1961 року — заступник голови Ради Міністрів УРСР. У 1962– червні 1966 року — радник при Раді Міністрів УРСР.
Від 1966 року — персональний пенсіонер у місті Києві.

Могила Михайла Гречухи на Байковому кладовищі

Помер у Києві 15 травня 1976 року. Похований на Байковому кладовищі (ділянка № 7).

## Нагороди
Нагороджений трьома орденами Леніна (07.02.1939, 23.01.1948, 26.02.1958), орденом Жовтневої Революції (18.09.1972), орденом Трудового Червоного Прапора (1962), орденом Богдана Хмельницького 1-го ступеня (2.05.1945), медалями, Почесною грамотою Президії Верховної Ради Української РСР (4.08.1964).